# Роберт Фиц-Вимарк
Роберт Фиц-Вимарк (англ. Robert FitzWimarc) или Роберт Конюший (англ. Robert the Staller; ум. ок. 1070) — англонормандский аристократ и землевладелец, который переселился в Англию во время правления Эдуарда Исповедника, где не позже 1052 года построил замок Клаверинг в Эссексе. Он сохранил своё положение при Гарольде II, но во время Нормандского завоевания Англии поддержал герцога Вильгельма Завоевателя, получив от него новые владения и должность шерифа Эссекса. Согласно «Книге Страшного суда» его владения составляли 150 гайд в семи графствах (по большей части в Эссексе), что делало его десятым по богатству землевладельцем-мирянином в Англии из числа не имевших графский титул.

## Происхождение
Точное происхождение Роберта неизвестно. В источниках указывается только имя его матери — Вимарк (Гимара), которая, возможно, была бретонкой. Осберт де Клер указывает, что Роберт занимал выдающееся положение среди норманнов благодаря своему происхождению. Поскольку Роберт входил в ближайшее окружение  Эдуарда Исповедника и Вильгельма Завоевателя, то возможно, что он был незаконнорождённым отпрыском семьи герцогов Нормандских.

## Биография
Роберт был одним из норманнов, которые последовали за Эдуардом Исповедником в Англию после того, как тот получил английский престол. Он занимал видное положение при дворе Эдуарда, его имя присутствует на королевской хартии 1059 года. Не позднее 1052 года Роберт построил замок Клаверинг в Эссексе. 5 января 1066 года он присутствовал около умирающего Эдуарда Исповедника. Роберт, вероятно, изображён на гобелене из Байё: предполагается, что человек, поддерживающий подушку, на которую опирается умирающий король — это Роберт Фиц-Вимарк.
В некоторых источниках Роберт упоминается с прозвищем Конюший (англ. Robert the Staller), поскольку при дворе Эдуарда Исповедника он занимал должность конюшего.
Роберт, вероятно, сохранил своё положение и после восхождения на престол Гарольда II, поскольку «Книга Страшного суда» сообщает, что часть поместий, которыми в 1086 году владел Свейн Фиц-Роберт, были даны его отцу «после смерти Эдуарда». Однако когда герцог Нормандии Вильгельм вторгся в Англию, Роберт перешёл на его сторону. Гильом из Пуатье сообщает, что когда армия герцога вторглась в Суссекс, Роберт послал Вильгельму сообщение, предупреждающее о силе армии короля Гарольда, предлагая тому отступить в укреплённое место, опасаясь, что нормандцы не смогут одолеть английского короля. В ответ Вильгельм поблагодарил Роберта за известие, хотя и в несколько оскорбительных выражениях, и предпочёл всё же напасть на Гарольда, разгромив того в битве при Гастингсе. После завоевания Англии норманнами Роберт сохранил своё положение, получив ещё ряд владений и должность шерифа Эссекса.
Ещё Роберт был богатым землевладельцем ещё до нормандского завоевания; к владениям, полученным от Эдуарда Исповедника, прибавились ещё и земли, дарованные ему Гарольдом II и Вильгельмом I Завоевателем. Согласно «Книге Страшного суда», земельные владения Роберта составляли 150 гайд в семи графствах (по большей части в Эссексе), что делало его десятым по богатству землевладельцем-мирянином в Англии из числа не имевших графский титул.
Год смерти Роберта в источниках не указывается. Последний раз его имя присутствует на хартии, датированной 1070 годом. Вероятно он умер вскоре после этого, поскольку в 1070-е годы должность шерифа Эссекса занимал уже его сын Свейн, унаследовавший все владения отца. Его потомки владели этими землями, пока они не были конфискованы у Генри, внука Свейна.

## Память
В честь Роберта в названа школа Фиц-Вимарк, располагающаяся в Рейли в Эссексе.

## Брак и дети
Имя жены Роберта в источниках не указывается. В рукописи, созданной в монастыре Притуэлл, цитируется хартия об основании монастыря Робертом Фиц-Свейном, внуком Роберта Фиц-Вимарка, для «поминания души бабушки Беатрисы». Возможно, что Беатриса — это имя жены Роберта Фиц-Вимарка, однако это могла быть и бабушка по линии матери Роберта Фиц-Свейна.
У Роберта известны следующие дети:
- Свейн Фиц-Роберт (ум. 1100/1114), барон Рейли[англ.] в Эссексе[2][7][8].
- дочь; её имя не упоминается, Роберт подарил её мужу поместье Бромфилд в Шропшире. Существует гипотеза, что её мужем был Ричард Скроб, шериф Вустершира, однако эта идентификация не бесспорна[К 4]. Не исключено, что зятем Роберта Фиц-Вимарка был Роберт, который согласно «Книге Страшного суда» в 1086 году поместье Бромфилд от графа Шрусбери[2].